# Terror Blanco en Hungría

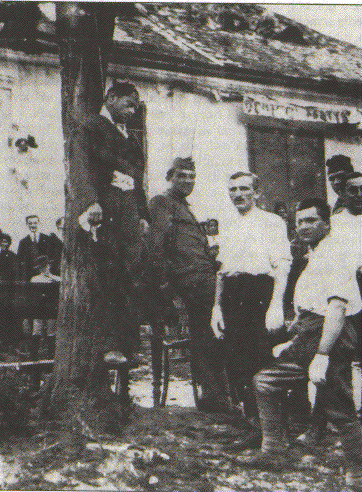
Víctima del Terror Blanco.

El Terror Blanco en Hungría consistió en un periodo de dos años (1919-1921) de violenta represión contrarrevolucionaria por parte de bandas reaccionarias que intentaban borrar todo vestigio de la breve república comunista. El número de víctimas y su composición social, religiosa o nacional de esta fase de la contrarrevolución húngara no se conoce con certeza, aunque se calcula en al menos cien mil personas.

## Antecedentes
Al final de la Primera Guerra Mundial el orden político húngaro sufrió un vuelco radical.
El Imperio austrohúngaro del que Hungría era una parte muy destacada, se disolvió. Las potencias vencedoras comenzaron el proceso de desmembración de las zonas fronterizas de Hungría, pobladas por minorías muy mezcladas con magiares. Estas zonas fueron cedidas a los países vecinos: Serbia, Checoslovaquia, Rumanía y Austria. Hungría perdió dos tercios de su territorio y un tercio de los habitantes magiares (identificados por lengua). Estas pérdidas causaron gran humillación y resentimiento entre muchos húngaros.

## Contexto
Tras la caída de la monarquía absolutista en Hungría tras la Primera Guerra Mundial se celebraron elecciones, en marzo de 1919, se estableció un gobierno de coalición entre los socialdemócratas y los comunistas, con Béla Kun como primer ministro de la nueva República Soviética de Hungría. El Partido Comunista de Hungría, dirigido por Béla Kun, tuvo la mayor influencia en la república, y dirigido por la coalición socialdemócrata-comunista. A comienzos de agosto de 1919, justo antes de la ocupación de la capital por los rumanos la república soviética fue abolida. comenzando el llamado terror blanco que condujo al  exterminio de pueblos y poblaciones enteras.
En el sur del país, se formó un "Ejército Nacional" a cargo de Miklós Horthy, antiguo Almirante de la Armada Austrohúngara. Entre los oficiales que respondieron al llamado de Horthy había soldados ultranacionalistas que montaron una campaña de atrocidades para eliminar a los partidarios comunistas y asustar a la población para que obedezca al nuevo orden. Los pogromos y asesinatos en masa fueron llevados a cabo por unidades del "Ejército Nacional" comandado por Mihály Horthy; Las organizaciones paramilitares también cometieron asesinatos, especialmente el grupo paramilitar "Despertar húngaro".
Estas unidades, conocidas como la "Guardia Blanca", llevaron a cabo una campaña masiva de asesinatos, torturas y humillaciones. Las ejecuciones sumarias de personas que sospechaban de lealtad comunista eran comunes. Las víctimas a menudo fueron ahorcadas en lugares públicos para servir de advertencia a los demás. Los grupos blancos también atacaron a los campesinos, a los políticamente liberales, y muy a menudo a los judíos, a los que se culpó ampliamente de la revolución porque gran parte del liderazgo comunista había sido judío.
A pesar de esto, el terror duró casi dos años consecutivos; La violencia por motivos políticos se convirtió gradualmente en asesinatos accidentales y secuestros con fines de lucro. Los oficiales de la "Guardia Blanca" comenzaron a competir entre sí por el poder, hubo asesinatos en el contexto de esta rivalidad y luchas internas Las unidades dejaron de estar bajo la autoridad del régimen. Preocupado, Horthy decidió estabilizar la situación. Desde 1921, Prónay fue procesado por crímenes cometidos por su compañía. El colapso de su batallón en enero de 1922 se considera el fin del terror blanco.

## Comienza el terror
En el sur del país, se formó un Gobierno alternativo . La sección militar del régimen reaccionario estaba en manos del antiguo almirante de la flota austrohúngara Miklós Horthy. Horthy creó una unidad militar a la que llamó Ejército Nacional. Entre los oficiales que se alistaron en la fuerza formada por Horthy se encontraban algunos ultranacionalistas que pronto comenzaron una campaña de venganza contra los comunistas, sus partidarios y cualquiera sospechoso de serlo a sus ojos. Durante los meses de agosto y septiembre, cientos de sospechosos fueron ahorcados o ejecutados sin juicio. Los destacamentos de oficiales, con notable cantidad de aristócratas, comenzó en esa época sus actividades de acoso a la población judía de Szeged y la ejecución de supuestos partidarios de la república popular. Las tropelías de estos grupos, que contaban con la protección de Horthy, se concentraban en la represión de los elementos que habían amenazado el sistema político tradicional húngaro durante los dos periodos republicanos. En las afueras de Budapest las pandillas de guardias blancos cortaron las manos, orejas  y las piernas de los prisioneros.  El gobierno desató el terror, ejecutando a algunos centenares de revolucionarios comunistas. Las nacionalizaciones fueron inmediatamente anuladas, muchos comunistas fueron encarcelados y se desató un terror blanco que causó no menos de cinco mil víctimas. El partido socialdemócrata fue desplazado del poder por un golpe de Estado que instauró un régimen conservador, fascista y antisemita, dirigido por el almirante Miklos Horthy, que llevó a Hungría a participar del lado del Eje en la Segunda Guerra Mundial.
Estas unidades conocidas popularmente como «Guardia Blanca», desarrollaron una campaña de terror, incluyendo torturas y asesinatos. Fueron habituales las ejecuciones sumarias de sospechosos de ser comunistas. A menudo se les colgaba en lugares públicos como ejemplo para la población. La variedad de víctimas era amplia: campesinos, políticos liberales y, muy a menudo judíos, a los que los reaccionarios culpaban de la revolución, escudándose en la gran proporción de miembros de esta religión entre los cargos más destacados del régimen soviético. Aunque compartieron algunas características con las bandas que aplicaron el «terror rojo», las contrarrevolucionarias resultaron más crueles —por el uso de las mutilaciones o la violencia y asesinato de mujeres— y causaron más víctimas que aquellas.
El más famoso comandante de las unidades fue Pál Prónay, conocido por su sadismo. Su unidad fue la que causó mayor número de víctimas y, al tiempo, la que disfrutó de mayor influencia. Al comienzo una compañía, más tarde se aumentó hasta convertirse en un batallón. Otros destacados militares de la reacción fueron: Gyula Ostenberg, Anton Lehar y Ivan Hejjas. Este último operó en la llanura húngara, en los alrededores de la ciudad de Kecskemét. Aunque estos destacamentos eran teóricamente parte del Ejército Nacional, en la práctica funcionaban con gran autonomía y se debían principalmente a su caudillo. Los aristócratas húngaros formaron además sus propias milicias independientes del Ejército Nacional en las zonas rurales con las que perseguían a supuestos partidarios de las repúblicas o a población judía. Otros, sin ingresar en las unidades armadas, utilizaban a estas para intimidar a la población rural de sus dominios.
Prónay es esencialmente sinónimo de la crueldad de las peores represalias del Terror Blanco. Seleccionó sus objetivos entre los comunistas, los socialdemócratas (el segundo partido político marxista de Hungría), los campesinos y los judíos. Su unidad secuestró y chantajeó a comerciantes judíos y cortó los senos de mujeres campesinas y judías. Le cortaron los oídos a sus víctimas para mantenerlos como trofeos, y alimentaron la caldera del tren blindado del batallón con los cuerpos de sus prisioneros, estando vivos. 
A Prónay y sus hombres les gustaba aportar una creatividad demoníaca a sus humillaciones. Rociaron azúcar en polvo sobre los rostros maltratados e hinchados de los hombres que golpearon, para atraer a cientos de moscas; sujetaron correas de cuerda a los genitales de sus prisioneros y luego los azotaron para correr en círculos; y ataron a sus víctimas en establos y los obligaron a comer heno. En el marco de la Segunda Guerra Mundial varios de los miembros de la Guardia blanca colaborarían con la invasión nazi del país, entre ellos su líder Prónay, quién a los 69 años, formó un escuadrón de la muerte contra miles de judíos húngaros.

## Características de los batallones paramilitares
Las unidades de oficiales principalmente responsables del terror contrarrevolucionario tenían ciertas características que las diferenciaban de las unidades tradicionales del Ejército: atraían a individuos de carácter cruel, su sistema de ascensos se basaba en la lealtad política y personal a sus comandantes y su personal cambiaba a menudo. Su disciplina se basaba en el carisma de su comandante, no en las graduaciones y disfrutaban de privilegios excepcionales que las unidades normales no tenían.
Su relación con la población civil se basaba en la desconfianza, la violencia y la explotación. Los miembros de estas unidades tenían una acentuada tendencia a responder violentamente a cualquier provocación, real o imaginada, de los civiles. Su actitud era de desprecio por las convenciones sociales o los códigos de conducta tradicionales en el Ejército. En parte su actitud se basaba en un desprecio de clase: numerosos abusos los cometieron contra campesinos pobres u obreros. Las clases más adineradas, sin embargo, tampoco se libraban de los desmanes de los batallones, que incluían entre sus actividades el robo para enriquecimiento personal.
Estas unidades tuvieron estrechas relaciones con las organizaciones radicales que aparecieron en la época, de las que algunos oficiales eran miembros. Sus relaciones con la Gendarmería real húngara, la policía y las unidades clásicas del ejército era compleja: mientras muchas de estas permitían con pasividad los abusos de los batallones de oficiales, en ocasiones las relaciones fueron tensas.

## El Terror después de 1919
El Ejército Nacional entró en Budapest el 16 de noviembre de 1919, tras la retirada rumana. Cuatro meses más tarde, el 1 de marzo de 1920, Horthy fue nombrado regente del reino reconstituido. Las unidades contrarrevolucionarias, crecieron y perseveraron durante unos dos años más. Lo que comenzó como asesinatos por razones políticas se convirtió en asesinatos más o menos aleatorios y secuestros por motivos económicos. Surgieron asimismo rencillas entre los diversos comandantes de las bandas, llegándose incluso a planear el asesinato de unos por los otros. Las unidades, sin embargo, compartían su respaldo a Horthy y al Ejército Nacional frente a sus rivales socialcristianos, que representaban la alternativa derechista más tradicional y que controlaron los Gobiernos tras la caída de la república soviética. El régimen de Horthy persiguió a todas las minorías, entre ellas magiares, gitanos, polacos y minorías rusas.
Aunque, como afirma el biógrafo de Horthy Thomas Sakmyster, Horthy hizo la vista gorda ante los crímenes de sus oficiales en 1919, era, sin embargo, consciente del peligro que estas unidades descontroladas podían tener para el nuevo régimen una vez establecido su control en el país a partir de 1920. Procedió a partir de entonces a tratar de controlar a sus partidarios. Los miembros de las unidades paramilitares pudieron contar no obstante con su respaldo personal y su intervención a su favor ante las autoridades civiles y militares, a pesar de su paulatina moderación e intención de desbandarlas. Las unidades perdían poco a poco su utilidad contra los enemigos del nuevo régimen y podían suponer un riesgo político, además de entorpecer las relaciones del país con las potencias y empañar la imagen exterior del país.
El 13 de junio de 1920, se ordenó la disolución de todas las unidades menos los batallones de Prónay y Osztenburg, que quedaban bajo control militar teórico. Parte de las unidades en las provincias se integraron en la gendarmería real, que, junto con la policía, se hizo cargo de sus funciones de investigación policial. En enero las dos unidades mencionadas se convirtieron en batallones de la gendarmería. El terror comenzó a menguar lentamente a finales de 1920, aunque continuaron los ataques esporádicos a sinagogas y asociaciones judías hasta mediados de la década.
En 1921 Prónay fue juzgado por amenazar al presidente del Parlamento, privandole del mando de su unidad y acabar con su poder. Tras la neutralidad de Prónay en el intento de restauración monárquica del antiguo rey-emperador, Horthy se decidió por fin a disolver su unidad. Durante el fallido segundo intento de Carlos, las unidades legitimistas habían quedado desbandadas. Como gesto hacia Prónay, Horthy le ofreció un puesto en ejército regular y promulgó una amnistía el 3 de noviembre por los crímenes de las unidades paramilitares cometidos desde agosto de 1919.
En el otoño de 1921, el Gobierno, fiando en su fuerza gracias a las unidades militares regulares y en la policía, decidió enfrentarse por fin a las unidades paramilitares. La disolución del Batallón Prónay en enero de 1922 se considera el hito que marca el final del Terror en Hungría. Dirimida la cuestión legitimista, eliminado el peligro comunista y contraria su existencia a los objetivos revisionistas que requerían del apoyo de las potencias occidentales —hostiles a los desmanes de los grupos paramilitares—, las autoridades conservadoras disolvieron finalmente las unidades paramilitares.

## Consecuencias del terror
Aunque se desconoce el número exacto de víctimas, se calcula que hubo al menos tres mil muertes a manos de los destacamentos de oficiales, las milicias civiles y las organizaciones patrióticas entre agosto de 1919 y finales de 1921. De ellas alrededor de un tercio, entre mil y mil trescientas, eran judías, la mayoría sin relación alguna con la república soviética. El grueso se produjo en las regiones occidentales del país y en la capital.
Se envió a alrededor de setenta mil a cárceles y campos de prisioneros, acusadas de relación con el régimen comunista. Decenas de miles, principalmente judíos, fueron deportados. Al menos cien mil más abandonaron el país por miedo a represalias. Varias decenas de miles más perdieron sus empleos acusados de colaboración con las dos repúblicas.
El terror blanco también afecto a los intelectuales, dejando una marcada pérdida en la cultura Húngara, que afecto a la literatura y la vida literaria, con el encarcelamiento, el exilio o la ejecución de muchos de los escritores e intelectuales ampliamente reconocidos. El miedo al terror blanco tuvo un gran impacto en la situación cultural y científica del país. Paul Fejos, Béla Lugosi y Alexander Korda huyeron del país.
Así, en el cine, el exilio lleva a personalidades a abandonar Hungría: Paul Fejos , Béla Lugosi , Mihály Kertész que se convierte en Michael Curtiz en Hollywood y Sándor Korda se convirtió en Alexander Korda, quien trae a la pantalla, en 1931 , el éxito de Marcel Pagnol Marius, entonces Sir Alexander Korda, primer productor de cine en ser nombrado noble en Gran Bretaña.